# Слошево
Слошево (пол. Słoszewo) — село в Польщі, у гміні Плонськ Плонського повіту Мазовецького воєводства.
Населення — 74 особи (2011).
У 1975—1998 роках село належало до Цехановського воєводства.

## Демографія
Демографічна структура станом на 31 березня 2011 року:
|          | Загалом | Допрацездатний вік | Працездатний вік | Постпрацездатний вік |
| -------- | ------- | ------------------ | ---------------- | -------------------- |
| Чоловіки | 41      | 11                 | 24               | 6                    |
| Жінки    | 33      | 6                  | 17               | 10                   |
| Разом    | 74      | 17                 | 41               | 16                   |